# Levaja Ljasnaja
Levaja Ljasnaja (vitryska: Левая Лясная) är ett vattendrag i Belarus.   Det ligger i voblasten Brests voblast, i den västra delen av landet, 300 km sydväst om huvudstaden Minsk.
Trakten runt Levaja Ljasnaja består till största delen av jordbruksmark. Runt Levaja Ljasnaja är det ganska glesbefolkat, med 25 invånare per kvadratkilometer.